# Chermignon
Chermignon is een gemeente en plaats in het Zwitserse kanton Wallis, en maakt deel uit van het district Sierre.
Chermignon telt 3.055 inwoners.

## Geschiedenis
Van 1851 tot 1905 vormden Chermignon, Icogne, Lens en Montana één gemeente.

## Geboren
- Bruno Lagger (1954), golfer